# Roland Rusňák
Roland Rusňák (* 14. května 1967) je bývalý československý fotbalista.

## Fotbalová kariéra
V československé lize hrál za Duklu Praha a TJ Vítkovice. Nastoupil v 59 ligových utkáních a dal 4 góly. Ve druhé nejvyšší soutěži hrál za VTJ Tábor či ČSK Uherský Brod.

## Ligová bilance
| Ročník                                   | Zápasy | Góly | Klub             |
| ---------------------------------------- | ------ | ---- | ---------------- |
| 1. československá fotbalová liga 1986/87 | 2      | 0    | Dukla Praha      |
| Česká národní fotbalová liga 1987/88     | 16     | 0    | VTJ Tábor        |
| 1. československá fotbalová liga 1988/89 | 28     | 3    | TJ Vítkovice     |
| 1. československá fotbalová liga 1989/90 | 18     | 1    | TJ Vítkovice     |
| 1. československá fotbalová liga 1990/91 | 11     | 0    | TJ Vítkovice     |
| 2. česká fotbalová liga 1994/95          | 33     | 4    | ČSK Uherský Brod |
| CELKEM                                   | 59     | 4    |                  |